# 1041 أستا
1041 أستا هو كويكب، يقع ضمن حزام الكويكبات. اكتشف في 22 مارس 1925.

## روابط خارجية
- 1041 أستا في قاعدة بيانات مختبر الدفع النفاث لأجرام النظام الشمسي الصغيرة

- الاكتشاف · مخطط المدار ·  العناصر المدارية · المعلمات المادية

- 1041 أستا على موقع ويكي سكاي: DSS2, SDSS, GALEX, IRAS, Hydrogen α, X-Ray, Astrophoto, Sky Map, Articles and images